# Раденка
Раденка је насеље у Србији у општини Кучево у Браничевском округу. Према попису из 2022. било је 364 становника.

## Демографија
У насељу Раденка живи 655 пунолетних становника, а просечна старост становништва износи 45,7 година (42,4 код мушкараца и 48,9 код жена). У насељу има 280 домаћинстава, а просечан број чланова по домаћинству је 2,87.
Ово насеље је углавном насељено Власима (према попису из 2002. године).
|  |

| Демографија | Демографија | Демографија |
| Година      | Становника  | Становника  |
| ----------- | ----------- | ----------- |
| 1948.       | 1.874       |             |
| 1953.       | 1.967       |             |
| 1961.       | 1.950       |             |
| 1971.       | 1.699       |             |
| 1981.       | 1.541       |             |
| 1991.       | 1.288       | 1.057       |
| 2002.       | 803         | 1.138       |
| 2011.       | 609         |             |

| Етнички састав према попису из 2002.‍ | Етнички састав према попису из 2002.‍ | Етнички састав према попису из 2002.‍ | Етнички састав према попису из 2002.‍ | Етнички састав према попису из 2002.‍ |
| ------------------------------------ | ------------------------------------ | ------------------------------------ | ------------------------------------ | ------------------------------------ |
|                                      |                                      |                                      |                                      |                                      |
| Власи                                | Власи                                |                                      | 555                                  | 69,11%                               |
| Срби                                 | Срби                                 |                                      | 232                                  | 28,89%                               |
| Румуни                               | Румуни                               |                                      | 11                                   | 1,36%                                |
| Хрвати                               | Хрвати                               |                                      | 1                                    | 0,12%                                |
| непознато                            | непознато                            |                                      | 1                                    | 0,12%                                |

| Година пописа     | 1948. | 1953. | 1961. | 1971. | 1981. | 1991. | 2002. |
| ----------------- | ----- | ----- | ----- | ----- | ----- | ----- | ----- |
| Број домаћинстава | 384   | 391   | 412   | 399   | 376   | 336   | 280   |

| Број чланова      | 1  | 2  | 3  | 4  | 5  | 6  | 7 | 8 | 9 | 10 и више | Просек |
| ----------------- | -- | -- | -- | -- | -- | -- | - | - | - | --------- | ------ |
| Број домаћинстава | 80 | 77 | 30 | 36 | 26 | 19 | 7 | 3 | 2 | 0         | 2,87   |

| Пол    | Укупно | Неожењен/Неудата | Ожењен/Удата | Удовац/Удовица | Разведен/Разведена | Непознато |
| ------ | ------ | ---------------- | ------------ | -------------- | ------------------ | --------- |
| Мушки  | 325    | 68               | 212          | 36             | 9                  | 0         |
| Женски | 351    | 25               | 214          | 100            | 12                 | 0         |
| УКУПНО | 676    | 93               | 426          | 136            | 21                 | 0         |

| Пол    | Укупно                    | Пољопривреда, лов и шумарство | Рибарство                            | Вађење руде и камена | Прерађивачка индустрија       |
| ------ | ------------------------- | ----------------------------- | ------------------------------------ | -------------------- | ----------------------------- |
| Мушки  | 212                       | 183                           | 0                                    | 1                    | 5                             |
| Женски | 132                       | 114                           | 0                                    | 0                    | 6                             |
| УКУПНО | 344                       | 297                           | 0                                    | 1                    | 11                            |
| Пол    | Производња и снабдевање   | Грађевинарство                | Трговина                             | Хотели и ресторани   | Саобраћај, складиштење и везе |
| Мушки  | 1                         | 3                             | 6                                    | 1                    | 2                             |
| Женски | 0                         | 0                             | 3                                    | 0                    | 0                             |
| УКУПНО | 1                         | 3                             | 9                                    | 1                    | 2                             |
| Пол    | Финансијско посредовање   | Некретнине                    | Државна управа и одбрана             | Образовање           | Здравствени и социјални рад   |
| Мушки  | 0                         | 0                             | 1                                    | 4                    | 1                             |
| Женски | 0                         | 1                             | 0                                    | 6                    | 2                             |
| УКУПНО | 0                         | 1                             | 1                                    | 10                   | 3                             |
| Пол    | Остале услужне активности | Приватна домаћинства          | Екстериторијалне организације и тела | Непознато            | Непознато                     |
| Мушки  | 4                         | 0                             | 0                                    | 0                    | 0                             |
| Женски | 0                         | 0                             | 0                                    | 0                    | 0                             |
| УКУПНО | 4                         | 0                             | 0                                    | 0                    | 0                             |